# Fosen Folkehøjskole
Fosen folkehøgskole er en folkehøjskole i Rissa i Trøndelag Fylke i Norge. Skolen optager årlig mellem 60-70 elever og ejes af Fosen folkehøjskolelag. Rektor er Arnhild Finne.
Linjefag ved denne skolen er:
- Bådebygning (Skolen bygger, rigger og sejler tradittionelle åbne råsejlsbåde og sprydstagsejlsbåde i størrelsen fra færinger til fembøringer).
- Økologisk jordbrug. (Skolen har eget Økologisk landbrug.
- Tekstil, søm og traditionelle håndværk (Med råstof og inspiration fra naturen).
- Sejlads (Kystfriluftsliv i en 1000-årig tradition. Linjen sejler de lokale traditionelle åfjordsbåde med råsejl).
- Minihus
- Selvforsyning

## Historie.
Højskolen bygger på en lang tradition for at være så selvforsyndende som muligt. Dette har blandt andet resulteret i at en af de mest kendte elever er selvforsyneren Frank Erichsen fra tv-programmet bonderøven. Men skolen har også været en stor drivkraft inden for bevarelse af kystkulturen og -miljøet i Norge. 